# FairPlay
FairPlay è una tecnologia di digital rights management (DRM, gestione dei diritti digitali) creata da Apple, basata sulla tecnologia creata dalla compagnia Veridisc.
FairPlay è integrato nel software multimediale QuickTime e utilizzato da iPhone, iPod, iTunes, iTunes Store e l'Apple Store.
FairPlay era in passato usato prevalentemente per cifrare i file audio AAC in vendita su iTunes Store tramite iTunes e impedire all'utente di riprodurli su computer non autorizzati. Attualmente, soltanto le applicazioni per iPhone e iPod Touch e alcuni formati di audiolibri acquistati dall'iTunes Store sono protetti con Fairplay.
La maggioranza del contenuto cifrato con FairPlay è acquistato attraverso l'iTunes Store, usando il software iTunes. iTunes si appoggia al software multimediale QuickTime per decodificare e riprodurre i file cifrati. Ogni lettore multimediale che può utilizzare QuickTime è in grado di leggere i file cifrati con FairPlay: tra questi troviamo RealPlayer, Media Center, e Media Player Classic.

## Funzionamento
I file protetti con FairPlay sono regolari contenitori MP4 con un flusso audio cifrato AAC. Il flusso audio è cifrato utilizzando l'algoritmo AES in combinazione con la funzione hash MD5. La "master key" è richiesta per cifrare e decifrare il flusso audio ed è anche memorizzata in forma cifrata nel file contenitore MP4. La chiave richiesta per decifrare la master key è detta "user key".
Ogni volta che un consumatore usa iTunes per comprare una canzone, viene generata in modo casuale una nuova "user key" e usata per cifrare la master key. La user key così generata viene memorizzata, insieme con le informazioni sull'account, sui server Apple, e inviata anche ad iTunes. iTunes memorizza queste chiavi in un suo repository cifrato. Usando questo repository, iTunes è in grado di recuperare la user key necessaria a decifrare la master key. Usando la master key, iTunes è in grado di decifrare il flusso AAC e riprodurlo.
Quando un utente autorizza un nuovo computer, iTunes invia un identificatore univoco della macchina ai server Apple. In cambio riceve tutte le user key che sono associate all'account. Questo assicura ad Apple di poter limitare il numero di computer autorizzati e che ogni computer possieda tutte le user key che sono richieste per suonare le tracce che l'utente ha acquistato.
Quando un utente de-autorizza un computer, iTunes comunicherà ai server Apple di rimuovere l'identificatore dal loro database, e allo stesso tempo eliminerà tutte le user key dal repository cifrato.
Anche l'iPod dispone di un repository cifrato per le chiavi. Ogni volta che viene copiata una traccia audio protetta con FairPlay, iTunes copierà anche la user key dal suo repository a quello dell'iPod. Questo per assicurare che l'iPod abbia tutto quello che serve per riprodurre il flusso audio AAC.
FairPlay non influenza la capacità di copiare il file, ma solo di decifrare il suo contenuto audio.

## Restrizioni
Alle tracce audio cifrate con FairPlay sono concessi i seguenti permessi:
- La traccia può essere copiata su un qualsiasi numero di lettori iPod.[1]
- La traccia può essere suonata su al massimo cinque (in origine tre) computer autorizzati simultaneamente.[1]
- Una particolare playlist all'interno di iTunes contenente una traccia cifrata con FairPlay può essere copiata su un CD solo fino a sette volte (in origine dieci) prima di dover cambiare la playlist.[2]
- La traccia può essere copiata su un normale CD audio quante volte si vuole.[2]
  - Il CD audio risultante non ha DRM e può essere copiato, codificato e riprodotto senza limitazioni come un qualsiasi altro CD. Comunque, i CD creati dagli utenti non mantengono i diritti del distributore originale e non possono essere legalmente noleggiati, prestati, venduti o distribuiti ad altri tranne il creatore del CD stesso.
  - Il CD audio contiene ancora gli artefatti derivanti dalla compressione, quindi la conversione a un formato lossy come l'MP3 può aggravare gli artefatti della codifica (vedi transcodifica). Quando si effettua il rip di un CD si può scegliere un codec audio lossless come AIFF, Apple Lossless, FLAC or WAV, che però occupano molto più spazio dei file .m4p originali.

Al momento, le restrizioni menzionate sopra sono codificate all'interno delle applicazioni QuickTime e iTunes, e non sono configurabili all'interno degli stessi file protetti.
Fairplay impedisce ai clienti di iTunes di utilizzare la musica direttamente su un lettore digitale diverso dai seguenti: iPod, Motorola ROKR E1, Motorola SLVR, Motorola RAZR V3i, iPad e iPhone.

## Problemi legali
Il 3 gennaio 2005, un utente del negozio online di musica iTunes, Thomas Slattery, ha sporto denuncia contro Apple Inc., accusando la società di violare le leggi antitrust utilizzando FairPlay con iTunes, in modo che la musica acquistata potesse essere riprodotta solo sul proprio lettore musicale, l'iPod, tagliando fuori la concorrenza. Sebbene molte delle lamentele siano cessate, il caso è stato da allora combinato con altre due cause legali e continua oggi con il nome temporaneo di "The Apple iPod iTunes Antitrust Litigation." (La disputa tra Apple, iPod, iTunes e l'Antitrust)
Il 28 giugno 2004, VirginMega ha compilato una protesta rivolta al French Competition Council contro Apple riguardo al suo rifiuto di concedere in licenza FairPlay a VirginMega per utilizzarlo nel suo negozio di musica online. Il Conseil de la Concurrence francese ha rifiutato la protesta che accusava di comportamento anti-competitivo.
Il Consiglio si è espresso contro l'idea che FairPlay sia strumento di monopolio per le seguenti ragioni:
-La riproduzione della musica acquistata sui lettori portatili è solo una piccola parte del mercato
-La masterizzazione su CD dei brani fornisce un modo adeguato di aggirare la protezione e di inserire la musica acquistata da altri negozi in un iPod
-C'è una disponibilità sufficiente di lettori portatili che supportano il DRM di Microsoft come una possibile alternativa per i consumatori.

## Aggirare FairPlay
Dopo il lancio del negozio iTunes, molte persone hanno cercato di aggirare la cifratura dei file protetti con FairPlay.

### QTFairUse
Jon Johansen, conosciuto anche per il programma DeCSS, fu il primo a scoprire un modo per aggirare il DRM. L'applicazione open source QTFairUse intercettava l'output e lo scriveva su un file AAC grezzo. Molti lettori multimediali non supportano i file grezzi e occorre una fase di elaborazione con strumenti tipo FAAD per creare file normali. Uno dei pochi lettori multimediali che è in grado di leggere un file AAC grezzo è foobar2000.
In seconda battuta, Johansen ha effettuato il reverse engineering sulla tecnica di cifratura usata in FairPlay e ha creato un algoritmo per rimuovere completamente la cifratura senza ri-codificare il flusso AAC.
Questo metodo è correntemente usato da VLC media player per riprodurre le tracce audio protette da FairPlay.
Dopo solo qualche giorno dall'uscita di iTunes 7.0, è stata distribuita la versione sperimentale 2.3 di QTFairUse6, un derivato del software open source QTFairUse, scritto in Python, che converte qualsiasi traccia in un flusso grezzo AAC che può quindi essere riconvertito in ogni formato.
Jon Johansen stesso ha prodotto uno strumento per rimuovere la cifratura, chiamato DeDRMS. Dopo ha distribuito FairKeys, che usa i server della Apple per recuperare le chiavi richieste da DeDRMS.
Tutte queste applicazioni hanno due cose in comune. In primo luogo, usano le user key o dai server della Apple, il repository di chiavi di iTunes, o dal repository di chiavi dell'iPod, il che permette di decifrare solo i file legalmente acquistati; un utente non può usare queste applicazioni per decifrare file acquistati da un altro utente. In secondo luogo, mantengono intatti i metadati del contenitore MP4, così è possibile identificare l'utente che in origine ha acquistato il file, anche dopo la decifratura.
Nel marzo 2005 è stato rivelato, attraverso un frontend del negozio iTunes chiamato PyMusique, che il DRM FairPlay veniva aggiunto dal software client solo dopo che una canzone era stata acquistata.
Nell'ottobre del 2006, Jon Johansen ha annunciato che invece di rompere il sistema FairPlay, ne aveva fatto il reverse engineering così che le altre aziende potessero riprodurre la loro musica protetta da DRM sugli iPod e sulle nuove Apple TV. La sua azienda, la DoubleTwist Ventures, avrebbe concesso in licenza questa tecnologia alle aziende che volessero rendere la loro musica leggibile sugli iPod o sulla Apple TV, con la protezione del DRM FairPlay, ma senza dover passare attraverso Apple.

### Playfair, Hymn, e JHymn
In seguito è stato creato da un autore anonimo un pacchetto software chiamato PlayFair in grado di rimuovere la cifratura dai file usando il meccanismo DRM di FairPlay. L'autore di PlayFair ha usato il codice sorgente scritto da Jon Johansen per VLC. La divisione legale della Apple ha obbligato i gestori di SourceForge a rimuovere il progetto, poi quando il sito open source indiano Sarovar.org ospitò il progetto, anche a loro venne inviata una lettera di cease and desist dai legali Apple. Comunque, il successore di PlayFair, denominato Hymn (un acronimo for "Hear Your Music aNywhere", ascolta la tua musica ovunque) attualmente è ancora attivo ed è diventato JHymn, una variante Java del programma, insieme a iOpener che è una variante Windows.
Apple ha distribuito iTunes 6.0 nell'ottobre del 2005, integrando dei cambiamenti che impedivano a programmi come JHymn di decifrare i file cifrati FairPlay.
In più, una volta che iTunes viene usato per acquistare musica o autorizzare un computer con un particolare account iTMS, a quell'account non sarà più permesso effettuare acquisti o attivazioni con una versione precedente di iTunes, così che JHymn non possa essere più usato.
Apple Computer ha poi distribuito iTunes 7.0 nel settembre 2006, che ancora una volta include dei cambiamenti volti a fermare programmi simili a JHymn.

### Harmony: Musica RealPlayer sull'iPod
Nel luglio del 2004, RealNetworks ha introdotto sul mercato la tecnologia Harmony. Questa tecnologia è inserita direttamente in RealPlayer e permette gli utenti del RealPlayer Music Store di riprodurre le loro canzoni sull'iPod. Prima dell'introduzione di Harmony non era possibile, perché il RealPlayer Music Store utilizzava un diverso schema DRM, chiamato Helix DRM, che non era compatibile con quello usato da Apple. Invece di usare RealPlayer per trasferire una canzone protetta con Helix DRM nell'iPod, Harmony la converte in modo trasparente in un file protetto compatibile con FairPlay. Real sosteneva che questo era un vantaggio per i consumatori che li "libera dalle limitazioni di essere vincolati a un certo dispositivo portatile quando acquistano musica digitale"  Apple ha risposto:
Siamo impietriti dal fatto che RealNetworks ha adottato le tattiche e l'etica di un hacker per violare l'iPod, e stiamo investigando le implicazioni delle loro azioni rispetto al DMCA e altre leggi. Avvisiamo fortemente Real e i suoi clienti che quando aggiorneremo il software dell'iPod è molto probabile che la tecnologia Harmony di Real smetterà di funzionare con gli attuali e futuri iPod.
RealNetworks lanciò una petizione online intitolata "Hey Apple! Don't break my iPod" ("Hey Apple, non rompere il mio iPod!") incoraggiando gli utenti iPod a firmare per supportare l'operato di Real. La petizione non ebbe un riscontro positivo.
La maggior parte degli utenti reagì negativamente. I punti principali di critica contro Harmony erano:
- Molti utenti hanno accusato RealNetworks di fare astroturfing con la petizione che hanno creato.
- RealNetworks è stata criticata di ipocrisia nel mantenere chiusa la sua proprietà intellettuale e i suoi prodotti, chiedendo però ad Apple di rendere aperto l'iPod.
- Questa mossa è stata denunciata come un modo per forzare Apple in una partnership di cui avrebbe beneficiato solo RealNetworks.

Apple ha disabilitato Harmony nel periodo in cui è stato lanciato l'iPod photo, e sulle vecchie versioni subito dopo con un aggiornamento del firmware. Questo cambiamento ha fatto sì che tutta la musica (passata e presente) acquistata presso il RealPlayer Music Store non ha più funzionato sugli iPod. In risposta, Real ha annunciato che li avrebbe resi ancora una volta funzionanti.
Nell'Agosto 2005, un rapporto SEC di RealNetworks ha evidenziato che il continuo uso della tecnologia Harmony li avrebbe messi in una posizione rischiosa, per la possibilità di una causa legale da parte di Apple, contro la quale sarebbe stato molto costoso difendersi, anche se la corte avesse deciso che la tecnologia era legale. In più, la possibilità che "Apple continuerà a modificare la sua tecnologia per 'rompere' l'interoperabilità che Harmony fornisce ai consumatori" avrebbe significato che "Harmony potrebbe non funzionare più con i prodotti Apple, il che potrebbe danneggiare il nostro business e la nostra reputazione, o potrebbe indurre dei costi addizionali per rendere Harmony nuovamente interoperabile."
Harmony non è più stato un'alternativa a FairPlay da parte di RealNetworks.

### Requiem
Requiem è stato distribuito originariamente da "Brahms" nel febbraio 2008 con la versione 1.0, ed è stato recentemente distribuito ad agosto 2008 nella versione 1.7.4. Requiem permette a una persona di decifrare sia la musica che i film che sono autorizzati a riprodurre con iTunes, effettuando il reverse engineering sull'algoritmo usato da FairPlay.
Requiem lavora decifrando i file di configurazione di iTunes che sono in "/Users/Shared/SC Info". Nel macOS, la chiave per decifrare questi file di configurazione è una versione offuscata dell'indirizzo MAC del computer. In Windows, è un insieme delle informazioni del volume dell'hard disk e chiavi di registro, usate al posto dell'indirizzo MAC. La variabile di inizializzazione per questa decifratura è una costante hard coded. Il programma poi decifra le chiavi nei file di configurazione, così come i flussi audio/video, e ne crea versioni decifrate. Una versione aggiornata di iTunes 7.6.2 rendeva Requiem inutilizzabile. Comunque le versioni 1.4 e 1.5 hanno aggirato il problema. Apple ha di nuovo effettuato delle modifiche con la versione 8 di iTunes, che rendono nuovamente inefficace Requiem, ma l'autore ha espresso il suo intento di aggiornarlo per compensare.
Apple ha chiesto la rimozione dei riferimenti a Requiem dal forum di JHymn. Un post sul forum di JHymn spiega l'ordine cease and desist di Apple contro il forum, riguardo al pubblicare informazioni su tecnologie per aggirare FairPlay, come Requiem. Da allora, l'autore di Requiem ha reso il software disponibile insieme al codice sorgente sulla rete anonima Freenet, dalla quale è stato copiato sui più popolari tracker Bittorrent, come The Pirate Bay.

## Conversione all'analogico
Ci sono principalmente due modi di aggirare il controllo DRM. Il primo metodo consiste nel masterizzare una copia su un CD audio, reale o virtuale, e quindi effettuarne il ripping. Il secondo metodo è di utilizzare un software di registrazione e una scheda video, utilizzando il cosiddetto "analog hole".

## Steve Jobs sul DRM
Il 6 febbraio 2007, Steve Jobs, CEO di Apple Inc., ha pubblicato una lettera aperta intitolata Thoughts on Music (Pensieri sulla Musica), sul sito web della Apple chiedendo ai "big four", le quattro maggiori case discografiche, di vendere la loro musica senza DRM.
Secondo Jobs, Apple non vuole usare il DRM ma è obbligata dalle quattro maggiori etichette musicali con le quali Apple stipula contratti per iTunes. I punti principali espressi da Jobs sono i seguenti:
- Il DRM non è e non sarà mai perfetto. Gli hacker troveranno sempre un metodo per superare il DRM.
- Le restrizioni sul DRM danneggiano solo chi acquista musica legalmente. Gli utenti che scaricano illegalmente non sono colpiti dal DRM.
- Le restrizioni imposte dal DRM incoraggiano gli utenti a ottenere la musica in formato non protetto, che di solito è possibile soltanto in modo illegale.
- La grande maggioranza della musica è venduta senza DRM attraverso i CD, che si sono dimostrati di successo.

La lettera di Jobs ha ricevuto ampi consensi dalla comunità dei consumatori.
Il 2 aprile 2007, Steve Jobs ed EMI hanno annunciato la distribuzione del catalogo completo della EMI senza DRM con un supplemento di 0,30 $ rispetto al prezzo normale. Questo tipo di distribuzione è cominciata nel maggio 2007. Molto presto, Amazon.com ha cominciato a vendere musica priva di protezioni a 0,99 $, e Apple ha abbassato il prezzo della musica senza DRM a 0,99 $.

### Risposta del mercato
L'avvenimento ha causato ripercussioni in tutta l'industria della musica, con risposte da parte di Jon Lech Johansen il 6 febbraio, di Michael Robertson, fondatore di MP3.com l'8 febbraio, Edgar Bronfman, capo della Warner Music, e del consorzio Coral il 9 febbraio, Dave Goldberg, capo di Yahoo Music, Fred Amoroso di Macrovision il 16 febbraio e la Free Software Foundation il 7 marzo.

#### DVD Jon
Il famoso decifratore del Content Scramble System, Jon Lech Johansen, ha criticato le prove statistiche secondo cui gli utenti non sono obbligati a usare l'iPod per scaricare la musica protetta da FairPlay attraverso l'iTunes Store.

#### Edgar Bronfman di Warner Music
In una conferenza stampa sugli introiti della Warner Music Group Corp. si è espresso a favore del DRM, dichiarando che DRM e interoperabilità non si escludono a vicenda.

#### Consorzio Coral
Un gruppo di più industrie che lavora per creare interoperabilità tra i formati DRM, il Coral Consortium, ha risposto con un invito a incorporare le loro specifiche tecniche per l'interoperabilità all'interno della piattaforma iTunes.

#### Fred Amoroso di Macrovision
Fred Amoroso, presidente e amministratore delegato di Macrovision Corporation, ha scritto la sua lettera aperta in risposta a quella di Jobs. Nella sua risposta, Amoroso ha sostenuto l'opinione che il DRM aumenta il potere d'acquisto del consumatore e la distribuzione elettronica dando la scelta all'utente (noleggio o acquisto). Egli inoltre si è espresso a favore di un formato DRM aperto e interoperabile.